# Alla Baguiniantz
Alla Baguiniantz, ou Alla Baguiantz, née le 30 octobre 1938 à Kharkov est une coureuse cycliste soviétique.

## Biographie
En 1968, elle remporte le championnat du monde de vitesse à Rome.

## Palmarès sur piste

### Championnats du monde
- Rome 1968
  -  Championne du monde de vitesse